# Rocinela cornuta
Rocinela cornuta är en kräftdjursart som beskrevs av Richardson 1898. Rocinela cornuta ingår i släktet Rocinela och familjen Aegidae. Inga underarter finns listade i Catalogue of Life.